# 强迫相关障碍
强迫相关障碍（obsessive-compulsive related disorders），又称强迫谱系障碍，是ICD-11与DSM-5诊断标准中新设的疾病大类。包括了强迫症、躯体变形障碍、嗅觉牵连障碍、疑病症、囤积障碍与以身体为中心的重复行为障碍（包括拔毛癖与皮肤搔抓障碍）等。这是一组以重复思维和行为为特征的疾病，在病因和关键诊断验证方面有相似之处，在治疗手段方面也均是以SSRI（选择性5-羟色胺再摄取抑制剂）为主。